# Campionati oceaniani di triathlon del 2015
I Campionati oceaniani di triathlon del 2015 ( edizione) si sono tenuti a Devonport in Tasmania (Australia), in data 22 febbraio 2015.
Tra gli uomini ha vinto l'australiano Jacob Birtwhistle, mentre la gara femminile è andata all'australiana Jaz Hedgeland.
Nella gara valida per il titolo under 23, è risultato campione sempre l'australiano Jacob Birtwhistle, mentre tra le donne l'australiana Jaz Hedgeland.

## Risultati

### Élite uomini
| Pos. | Nome              | Paese         | Nuoto    | Bici     | Corsa    | Totale   |
| ---- | ----------------- | ------------- | -------- | -------- | -------- | -------- |
|      | Jacob Birtwhistle | Australia     | 00:21:10 | 01:05:52 | 00:31:38 | 01:59:47 |
|      | Declan Wilson     | Australia     | 00:21:06 | 01:05:55 | 00:31:49 | 01:59:54 |
|      | Ryan Sissons      | Nuova Zelanda | 00:21:04 | 01:05:59 | 00:31:48 | 02:00:01 |
| 4    | Kenji Nener       | Giappone      | 00:21:00 | 01:06:05 | 00:31:52 | 02:00:01 |
| 5    | Marcel Walkington | Australia     | 00:21:04 | 01:05:57 | 00:32:13 | 02:00:23 |
| 6    | Drew Box          | Australia     | 00:21:05 | 01:05:58 | 00:33:02 | 02:01:08 |
| 7    | Matthew Baker     | Australia     | 00:20:55 | 01:06:07 | 00:33:15 | 02:01:23 |
| 8    | Peter Kerr        | Australia     | 00:21:07 | 01:05:53 | 00:33:51 | 02:02:00 |
| 9    | Cameron Todd      | Nuova Zelanda | 00:21:02 | 01:06:01 | 00:33:58 | 02:02:09 |
| 10   | Courtney Atkinson | Australia     | 00:20:59 | 01:06:02 | 00:34:33 | 02:02:42 |
| 11   | Adam Rudgley      | Australia     | 00:21:09 | 01:05:55 | 00:35:09 | 02:03:20 |
| 12   | Matt Brown        | Australia     | 00:22:09 | 01:05:58 | 00:34:56 | 02:04:14 |
| 13   | Mike Phillips     | Nuova Zelanda | 00:22:07 | 01:06:03 | 00:35:22 | 02:04:44 |
| 14   | Daniel Coleman    | Australia     | 00:22:03 | 01:06:06 | 00:35:29 | 02:04:47 |
| 15   | Caleb Noble       | Australia     | 00:21:06 | 01:06:00 | 00:37:17 | 02:05:30 |
| 16   | Nathan Buschkuehl | Australia     | 00:21:10 | 01:05:56 | 00:37:49 | 02:06:04 |
| 17   | Joel Tobin White  | Australia     | 00:21:55 | 01:06:13 | 00:39:50 | 02:09:07 |
| 18   | Jonathan Butler   | Australia     | 00:20:53 | 01:07:15 | 00:39:53 | 02:09:16 |
| 19   | Dylan Evans       | Australia     | 00:23:06 | 01:08:31 | 00:37:46 | 02:10:35 |
| 20   | Jeremy Drake      | Australia     | 00:22:28 | 01:09:12 | 00:39:23 | 02:12:14 |

### Élite donne
| Pos. | Atleta               | Paese         | Nuoto    | Bici     | Corsa    | Totale   |
| ---- | -------------------- | ------------- | -------- | -------- | -------- | -------- |
|      | Jaz Hedgeland        | Australia     | 00:18:53 | 01:11:02 | 00:36:16 | 02:07:23 |
|      | Simone Ackermann     | Sudafrica     | 00:18:49 | 01:11:08 | 00:37:33 | 02:08:46 |
|      | Sophie Corbidge      | Nuova Zelanda | 00:18:52 | 01:11:06 | 00:38:01 | 02:09:13 |
| 4    | Rebecca Clarke       | Nuova Zelanda | 00:18:41 | 01:11:15 | 00:38:36 | 02:09:48 |
| 5    | Grace Musgrove       | Australia     | 00:18:52 | 01:11:33 | 00:38:44 | 02:10:24 |
| 6    | Felicity Sheedy-Ryan | Australia     | 00:20:29 | 01:13:00 | 00:36:38 | 02:11:25 |
| 7    | Ellie Salthouse      | Australia     | 00:20:22 | 01:11:05 | 00:39:19 | 02:12:01 |
| 8    | Rebecca Kingsford    | Nuova Zelanda | 00:18:52 | 01:11:05 | 00:42:25 | 02:13:35 |
| 9    | Grace Deveson        | Australia     | 00:19:24 | 01:12:03 | 00:41:04 | 02:13:44 |
| 10   | Fiona Crombie        | Nuova Zelanda | 00:20:37 | 01:14:30 | 00:37:33 | 02:13:58 |
| 11   | Emma Jeffcoat        | Australia     | 00:18:43 | 01:11:16 | 00:43:40 | 02:14:54 |
| 12   | Annelise Jefferies   | Australia     | 00:21:18 | 01:15:02 | 00:37:29 | 02:15:02 |
| 13   | Sarah Lester         | Australia     | 00:21:55 | 01:14:28 | 00:39:35 | 02:17:15 |
| 14   | Hannah Sturmer       | Nuova Zelanda | 00:20:34 | 01:15:48 | 00:41:24 | 02:18:59 |
| 15   | Laura Wood           | Nuova Zelanda | 00:20:31 | 01:14:41 | 00:43:30 | 02:19:59 |
| 16   | Danielle Parkinson   | Nuova Zelanda | 00:20:33 | 01:14:39 | 00:46:09 | 02:22:42 |
| 17   | Kelly-Ann Perkins    | Australia     | 00:18:49 | 01:21:27 | 00:43:29 | 02:25:02 |

### Under 23 uomini
| Pos. | Atleta            | Paese         | Nuoto    | Bici     | Corsa    | Totale   |
| ---- | ----------------- | ------------- | -------- | -------- | -------- | -------- |
|      | Jacob Birtwhistle | Australia     | 00:21:10 | 01:05:52 | 00:31:38 | 01:59:47 |
|      | Declan Wilson     | Australia     | 00:21:06 | 01:05:55 | 00:31:49 | 01:59:54 |
|      | Kenji Nener       | Giappone      | 00:21:00 | 01:06:05 | 00:31:52 | 02:00:01 |
| 4    | Marcel Walkington | Australia     | 00:21:04 | 01:05:57 | 00:32:13 | 02:00:23 |
| 5    | Matthew Baker     | Australia     | 00:20:55 | 01:06:07 | 00:33:15 | 02:01:23 |
| 6    | Cameron Todd      | Nuova Zelanda | 00:21:02 | 01:06:01 | 00:33:58 | 02:02:09 |
| 7    | Adam Rudgley      | Australia     | 00:21:09 | 01:05:55 | 00:35:09 | 02:03:20 |
| 8    | Matt Brown        | Australia     | 00:22:09 | 01:05:58 | 00:34:56 | 02:04:14 |
| 9    | Daniel Coleman    | Australia     | 00:22:03 | 01:06:06 | 00:35:29 | 02:04:47 |
| 10   | Caleb Noble       | Australia     | 00:21:06 | 01:06:00 | 00:37:17 | 02:05:30 |
| 11   | Nathan Buschkuehl | Australia     | 00:21:10 | 01:05:56 | 00:37:49 | 02:06:04 |
| 12   | Joel Tobin White  | Australia     | 00:21:55 | 01:06:13 | 00:39:50 | 02:09:07 |
| 13   | Jonathan Butler   | Australia     | 00:20:53 | 01:07:15 | 00:39:53 | 02:09:16 |
| 14   | Dylan Evans       | Australia     | 00:23:06 | 01:08:31 | 00:37:46 | 02:10:35 |

### Under 23 donne
| Pos. | Atleta             | Paese         | Nuoto    | Bici     | Corsa    | Totale   |
| ---- | ------------------ | ------------- | -------- | -------- | -------- | -------- |
|      | Jaz Hedgeland      | Australia     | 00:18:53 | 01:11:02 | 00:36:16 | 02:07:23 |
|      | Grace Musgrove     | Australia     | 00:18:52 | 01:11:33 | 00:38:44 | 02:10:24 |
|      | Ellie Salthouse    | Australia     | 00:20:22 | 01:11:05 | 00:39:19 | 02:12:01 |
| 4    | Grace Deveson      | Australia     | 00:19:24 | 01:12:03 | 00:41:04 | 02:13:44 |
| 5    | Emma Jeffcoat      | Australia     | 00:18:43 | 01:11:16 | 00:43:40 | 02:14:54 |
| 6    | Annelise Jefferies | Australia     | 00:21:18 | 01:15:02 | 00:37:29 | 02:15:02 |
| 7    | Hannah Sturmer     | Nuova Zelanda | 00:20:34 | 01:15:48 | 00:41:24 | 02:18:59 |
| 8    | Laura Wood         | Nuova Zelanda | 00:20:31 | 01:14:41 | 00:43:30 | 02:19:59 |
| 9    | Danielle Parkinson | Nuova Zelanda | 00:20:33 | 01:14:39 | 00:46:09 | 02:22:42 |
| 10   | Kelly-Ann Perkins  | Australia     | 00:18:49 | 01:21:27 | 00:43:29 | 02:25:02 |